# James Le Fanu
James Le Fanu (nascido em 1950) é um médico britânico, jornalista e autor de vários livros. Ele é mais conhecido por suas colunas semanais no Daily Telegraph e no Sunday Telegraph.